# West Rasen
West Rasen is een civil parish in het bestuurlijke gebied West Lindsey, in het Engelse graafschap Lincolnshire. In 2001 telde het dorp 68 inwoners. West Rasen komt in het Domesday Book (1086) voor als Rase.